# Immortal Egypt
Immortal Egypt is een studioalbum van de combinatie Phil Thornton en Hossam Ramzy. Het is een vervolg op Eternal Egypt, waarbij de muziekstijl drastisch is omgegooid. Eternal Egypt was newagemuziek/elektronische muziek aangevuld met Egyptische volksmuziek; Immortal Egypt is veel meer Egyptische volksmuziek met hier en daar wat Westerse invloeden. De basis voor dit album werd echter gelegd in de Expandibubble studio in Sussex en de Azylum Studios in Londen, vervolgens trokken de heren naar Caïro, namen daar de inheemse muziekinstrumenten op en mixten het geheel weer in Sussex. Delen van het album kwamen later terecht op een album gewijd aan muziek voor buikdansen (Bellydancing).
Alhoewel nauwelijks newagemuziek te noemen werd het wel uitgeroepen tot Beste Hedendaagse Wereldmuziekplaat van het jaar door het New Age Magazine.

## Musici
- Phil Thornton – synthesizers, vocoder, gitaar, didgeridoo en elektronische percussie
- Hossam Ramzy – percussie en slagwerk
- Mohammed Ali – ney
- Ahmed Abdel Fatah – accordeon
- Abdalla Helmy – kawalafluit
- Mahmoud Serour – viool
- Mamdouh el Gebaly – oed
- Chalf Hassan – Marokkaanse oed en toetsinstrumenten
- Mohamed Baher – Mizmar (Egyptische hobo)
- Sayed el Sha-er – Rebaba (viool met 2 snaren)
- Shaker Abdullatif – Rebaba
- Mohamed Abo el Khair – zangstem,
- Jan Thornton – analoge synthesizers
- Grant Young – fretloze basgitaar
- Darren Green - didgeridoo

## Muziek
| Nr. | Titel                              | Duur |
| --- | ---------------------------------- | ---- |
| 1.  | At the gates of the citadel        | 5:29 |
| 2.  | Cairo blues                        | 8:45 |
| 3.  | Last words by the temple           | 7:46 |
| 4.  | Morocco dance                      | 6:16 |
| 5.  | Derwood Green                      | 6:03 |
| 6.  | El Moulid                          | 6:43 |
| 7.  | Praying for rain                   | 6:59 |
| 8.  | Emerald minarets in a sea of stars | 5:37 |
| 9.  | Sunrise over Giza                  | 6:09 |
| 10. | Immortal Egypt                     | 6:17 |